# Agathomyia wankowiczii
Agathomyia wankowiczii es una especie de mosca del género Agathomyia, de la familia Platypezidae, orden Diptera. Fue descrita por Schnabl en 1884.
Es de color naranja y sus alas miden 4,3-5 mm de longitud. Se distribuye por Europa: Países Bajos, Suecia, Finlandia, Alemania, Noruega, Reino Unido y Rusia.